# Либрейх, Оскар
Маттиас Евгений Оскар Ли́брейх (нем. Matthias Eugen Oscar Liebreich; 14 февраля 1839, Кёнигсберг — 2 июля 1908, Берлин) — немецкий врач и фармаколог. Младший брат врача-офтальмолога Рихарда Либрейха.

## Биография
Из еврейской купеческой семьи. Либрейх служил моряком, побывал в Африке. Затем изучал химию под руководством Карла Ремигия Фрезениуса, работал химиком-технологом. В 1859 году поступил на медицинский факультет Кёнигсбергского университета, также учился в Тюбингене, затем в Берлинском университете, где защитил докторскую диссертацию.
Начиная с 1867 года Либрейх работал на должности ассистента химического отделения Патологического института под руководством Рудольфа Вирхова и в 1868 году получил право преподавания фармакологии в Берлине. Был назначен экстраординарным профессором, в 1871 году стал ординарным профессором. В том же году Либрейх основал Фармакологический институт Берлинского университета и стал его первым руководителем.
В 1888 году Либрейх был принят в члены Леопольдины, в 1891 году получил звание тайного медицинского советника. С 1885 года возглавлял бальнеологическую секцию Общества натуропатии, став преемником Георга Тилениуса, а в 1889 году основал Берлинское бальнеологическое общество и оставался его председателем вплоть до своей смерти.
Особым научным достижением Оскара Либрейха считается открытие усыпляющего действия хлоральгидрата и выделение ланолина. Либрейх опубликовал несколько докладов и вёл разнообразные исследования, в том числе в 1891 году работал с кантаридином и занимался методами распределения лекарственных средств в носоглотке.
Супруга Оскара Либрейха Мария — дочь химика Ганса Генриха Ландольта. Их общий сын Эрик Либрейх стал электрохимиком и сформулировал основы техники хромирования. Либрейх приходился шурином художнику Густаву Грефу и дядей — археологу Бото Грефу и художнице Сабине Лепсиус. Либрейх был похоронен на Мемориальном кладбище кайзера Вильгельма в берлинском районе Вестенд.

## Научные труды
- Oscar Liebreich, Alexander Langaard: Medicinisches Recept-Taschenbuch, Theodor Fischer, Berlin 1884
- Oscar Liebreich, Alexander Langaard: Compendium der Arzneiverordnung, Kornfeld, Berlin 1887
  - 3., vollständig umgearb. Aufl. Fischer, Berlin 1891 Digitalisierte Ausgabe der Universitäts- und Landesbibliothek Düsseldorf
  - 4., vollständig umgearb. Aufl. Fischer, Berlin 1896 Digitalisierte Ausgabe der Universitäts- und Landesbibliothek Düsseldorf
- Oscar Liebreich (Hrsg.): Therapeutische Monatshefte, seit 1887, ISSN 0371-7372
- Oscar Liebreich: Encyklopädie der Therapie, 3 Bände, Berlin 1896—1900